# Dragan Stoisavljević
Dragan Stoisavljević (in serbo Драган Стоисављевић?; Valjevo, 25 novembre 2003) è un calciatore serbo, attaccante dello Zemun in prestito dall'OFK Belgrado.

## Caratteristiche
È un centravanti molto forte fisicamente e dotato di buone capacità balistiche.

## Carriera
Cresciuto nel settore giovanile del Voždovac, debutta in prima squadra il 30 novembre 2019 a 16 anni e 5 giorni giocando l'incontro di Superliga perso 2-0 contro la Stella Rossa, diventando il più giovane esordiente nella storia della massima divisione serba. Il 12 giugno seguente trova la sua prima rete segnando il gol del definitivo 2-0 nella trasferta contro il Rad Belgrado.

## Statistiche
Statistiche aggiornate al 30 novembre 2020.

### Presenze e reti nei club
| Stagione        | Squadra         | Campionato      | Campionato | Campionato | Coppe nazionali | Coppe nazionali | Coppe nazionali | Coppe continentali | Coppe continentali | Coppe continentali | Altre coppe | Altre coppe | Altre coppe | Totale | Totale | Totale |
| Stagione        | Squadra         | Comp            | Pres       | Reti       | Comp            | Pres            | Reti            | Comp               | Pres               | Reti               | Comp        | Pres        | Reti        | Pres   | Reti   |        |
| --------------- | --------------- | --------------- | ---------- | ---------- | --------------- | --------------- | --------------- | ------------------ | ------------------ | ------------------ | ----------- | ----------- | ----------- | ------ | ------ | ------ |
| gen.-lug. 2020  | Voždovac        | SL              | 10         | 1          | CS              | 0               | 0               |                    | -                  | -                  |             | -           | -           | 10     | 1      |        |
| 2020-2021       | Voždovac        | SL              | 15         | 2          | CS              | 2               | 2               |                    | -                  | -                  |             | -           | -           | 17     | 4      |        |
| Totale carriera | Totale carriera | Totale carriera | 25         | 3          |                 | 2               | 2               |                    | -                  | -                  |             | -           | -           | 27     | 5      |        |

## Palmarès

### Club

#### Competizioni nazionali
- Prva Liga Srbija: 1

OFK Belgrado: 2023-2024